# Peter Slavov junior
Peter Slavov junior (* 6. Februar 1979 in Helsinki) ist ein bulgarisch-amerikanischer Jazzmusiker (Kontrabass, Komposition).

## Leben und Wirken
Slavov ist der Sohn des Schlagzeugers Peter Slawow; seit seinem zwölften Lebensjahr spielt er Bass. Während seines Studiums der klassischen Musik an der Pipkov Musikschule in Sofia, Bulgarien, entdeckte er die Jazzmusik. Als er Mitte der 1990er Jahre begann, professionell aufzutreten, wurde er zum meistbeschäftigten Bassisten der bulgarischen Szene, spielte mit den besten Musikern des Landes und tourte europaweit. 1998 erhielt er ein Stipendium am Berklee College of Music in Boston. 1999 zog er nach Boston, um dort zu studieren. Im Jahr 2001 wurde er mit dem John Neves Memorial Scholarship Award for Outstanding Musicianship des Berklee Bass Department ausgezeichnet und erhielt ein Vollstipendium.
Seit seinem Abschluss in Berklee im Jahr 2002 hat Slavov mit Künstlern wie George Garzone, Danilo Pérez, Chucho Valdés, Kevin Mahogany, Simon Shaheen, Elio Villafranca, Alfredo Rodríguez, Roy Hargrove oder Wynton Marsalis gearbeitet. Er war Co-Leiter des in New York ansässigen Musikkollektivs Open Ended, dessen gleichnamiges Debütalbum 2012 erschien. Er ist Mitglied des mit einem Grammy ausgezeichneten Classic Quartet des Saxophonisten Joe Lovano sowie in Lovanos Band Us Five, mit der Alben wie Cross Culture entstanden. Außerdem gehörte er zu den Combos von Emily Bear, Patrick Cornelius und Uri Gurvich. Weiterhin ist er mit dem Global Gumbo Project von Quincy Jones aufgetreten. Auch ist er auf dem von der Kritik gefeierten und für einen Grammy nominierten Album The Invasion Parade (2014) zu hören, das Jones produzierte. In Europa tourte er auch mit Vladimir Karparovs Bulgarski Exilski Jazz Union. Slavovs Debütalbum Little Stories, das 2019 erschien, enthält eigene Werke aus den letzten zwanzig Jahren. Im Mai 2022 war er als Gast der Big Band des Bulgarischen Rundfunks unter Leitung von Antoni Donchev deren Hauptsolist und Komponist.
Slavov ist auf Festivals wie dem Monterey Jazz Festival, Festival International de Jazz de Montréal, New Orleans Jazz & Heritage Festival, North Sea Jazz Festival, Umbria Jazz, Jazz à Juan oder Istanbul International Jazz Festival aufgetreten.
2013 wurde eine Auftragskomposition von Slavov für Jazztrio und Streichorchester auf dem Varna Summer Music Festival aufgeführt. Seit 2022 unterrichtet er als Professor am Berklee College of Music.